# ويليام لان
ويليام لان (1 أغسطس 1845 - 31 مارس 1939) (بالإنجليزية: William Lane)‏ هو لاعب كريكت بريطاني (وحمل سابقاً جنسية المملكة المتحدة لبريطانيا العظمى وأيرلندا).